# Sakaören
Sakaören (kurd. Şakaveran) ist ein Dorf im Landkreis Karlıova der türkischen Provinz Bingöl. Sakaören liegt in Ostanatolien auf 1820 m über dem Meeresspiegel, ca. 9 km östlich von Karlıova.
Der Name Şakaveran ist beim Katasteramt als ursprünglicher Name der Siedlung registriert.
1985 lebten 425 Menschen in Sakaören. 2009 hatte die Ortschaft 659 Einwohner.